# Auroria
Auroria es un género de foraminífero bentónico de la familia Auroriidae, de la superfamilia Parathuramminoidea, del suborden Fusulinina y del orden Fusulinida. Su especie tipo es Auroria singularis. Su rango cronoestratigráfico abarca desde el Givetiense (Devónico medio) hasta el Fameniense (Devónico superior).

## Discusión
Clasificaciones más recientes incluirían Auroria en el suborden Parathuramminina, del orden Parathuramminida, de la subclase Afusulinina y de la clase Fusulinata.

## Clasificación
Auroria incluye a las siguientes especies:
- Auroria delineata †
- Auroria ferganensis †
  - Auroria ferganensis crassa †
  - Auroria ferganensis globula †
  - Auroria ferganensis parva †
- Auroria gissarica †
- Auroria lentisiforma †
- Auroria singularis †
- Auroria sphaerica †
- Auroria triangularis †

En Auroria se ha considerado el siguiente subgénero:
- Auroria (Apertauroria), aceptado como género Apertauroria